# Arrondissement Avignon
Avignon is een arrondissement van het Franse departement Vaucluse in de regio Provence-Alpes-Côte d'Azur. De onderprefectuur is Avignon.

## Kantons
Het arrondissement is samengesteld uit de volgende kantons:
- Kanton Avignon-Est
- Kanton Avignon-Nord
- Kanton Avignon-Ouest
- Kanton Avignon-Sud
- Kanton Bédarrides
- Kanton Bollène
- Kanton L'Isle-sur-la-Sorgue
- Kanton Orange-Est
- Kanton Orange-Ouest
- Kanton Valréas

Na de herindeling van de kantons door het decreet van 25 februari 2014, met uitwerking op 22 maart 2015, en de aanpassing van de arrondissementsgrenzen op 1 januari 2017, omvat het arrondissement volgende kantons :
- Kanton Avignon-1
- Kanton Avignon-2
- Kanton Avignon-3
- Kanton Cavaillon  ( deel 1/2 )
- Kanton L'Isle-sur-la-Sorgue
- Kanton Monteux  ( deel 1/7 )
- Kanton Le Pontet  ( deel 4/5 )
- Kanton Sorgues